# Leucocarbo melanogenis
Il cormorano delle Crozet (Leucocarbo melanogenis Blyth, 1860) è un uccello appartenente alla famiglia dei Falacrocoracidi diffuso nell'isola del Principe Edoardo, nell'isola Marion e nelle isole Crozet.